# Salsa arrabbiata
La salsa arrabbiata és una salsa derivada de la salsa de tomàquet típica de la cuina de la ciutat de Roma i la regió del Laci que l'envolta.

## Preparació
La salsa arrabbiata es prepara amb tomàquets, alls i pebres vermells picants fregits amb oli d'oliva. Al moment de servir s'afegeixen unes fulles de julivert picades i formatge pecorino ratllat. L'ideal és que aquesta salsa sigui picant, car és precisament de la seva picantor d'on prové el seu nom "arrabbiata".

## Usos culinaris
Aquesta salsa se sol servir amb penne "al dente" per fer les "penne all'arrabbiata", plat típic de la cuina romana, però combina igual de bé amb altres tipus de pasta, com espaguetis o linguine.